# Paul Armony
Paul Armony (Montevideo, 1932 - Buenos Aires, 2008) fue el presidente fundador de la Asociación de Genealogía Judía de Argentina. Su trabajo comunitario recibió múltiples reconocimientos nacionales e internacionales: el Senado de la Nación Argentina condecoró a Armony en 1998 por su contribución a las relaciones argentino-israelíes y la Asociación Internacional de Sociedades de Genealogía Judía le otorgó el Premio de Excelencia en 2001 por la revista Toldot, que fundó y editó entre 1996 y 2008. El diario Clarín le dedicó a Armony un informe especial en 2003.

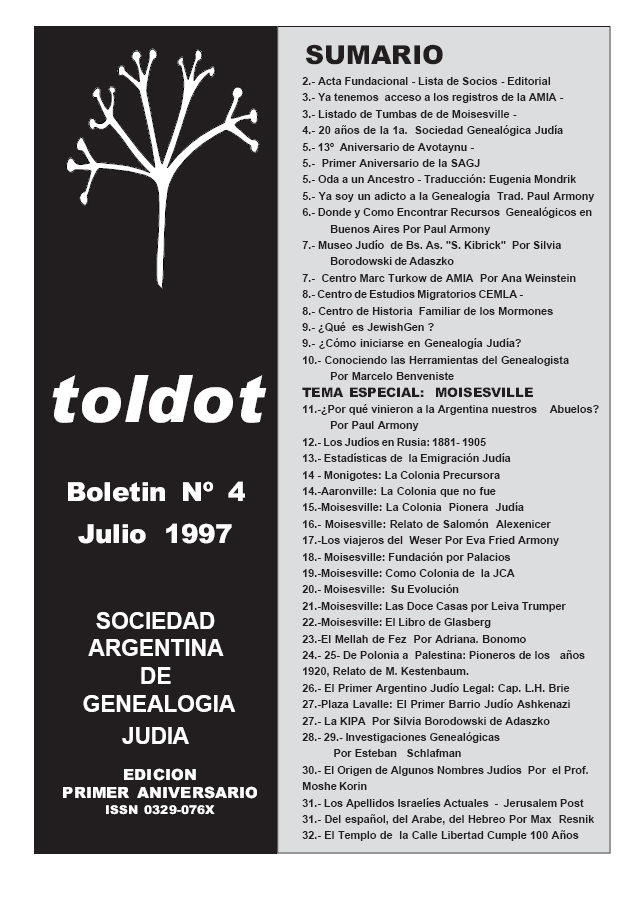
Portada de la revista Toldot

## Biografía
Paul Armony nació en Montevideo en 1932. Su padre había emigrado de Polonia a Uruguay en 1926, luego de haberse radicado unos años en Israel – en donde tradujo su apellido Kestenbaum (o Kestenbojm, en polaco), que significa “castaño”, al hebreo “Armony” – y su madre era hija de inmigrantes rusos que habían dejado la región de Besarabia en 1905, poco después de los tristemente célebres pogroms de Kishinev, su familia era laica y completamente asimilada. En un contexto de dificultades económicas, la familia se mudó a Buenos Aires en 1943. Desde muy joven, Paul Armony asumió responsabilidades dentro del hogar, ayudando a su madre durante una larga hospitalización, y más tarde trabajando en el comercio familiar. Luego de completar sus estudios primarios en una escuela técnica estudió la carrera de ingeniería civil en la Universidad de Buenos Aires y luego realizó un posgrado en sociología. En 1955, producido un golpe de Estado en septiembre de ese año y bajo la dictadura autodenominada Revolución Libertadora se verá perseguido y hostigado por su condición de judío, debiendo exiliarse de nuevo en Uruguay.
En 1960 se casó con Eva Fried, hija de inmigrantes judeopolacos, y tuvo con ella tres hijos, Ariel, Víctor y Jorge.
Paul Armony desarrolló una larga y exitosa carrera en construcción inmobiliaria y en comercio exterior, manteniendo siempre un cargo de docente de matemáticas a tiempo parcial en la Universidad Tecnológica Nacional . Unos años antes de jubilarse, asumió la función de Gerente de la Cámara de Comercio Argentino Israelí y en ese marco expandió sus vínculos con Israel y con los organismos de la comunidad judía del país y del exterior, especializándose en la tarea de difusión y comunicación institucional. 
Al dejar sus actividades profesionales, Paul Armony inició una nueva fase de su vida. Como promotor, fundador y primer Presidente de la Asociación de Genealogía Judía de Argentina, dedicó sus últimos años a los estudios genealógicos – en particular a través de la revista Toldot –, y de rescatar, compilar, digitalizar y dar acceso a los archivos de cementerios, colonias agrícolas, buques de pasajeros y otras fuentes de información sobre la inmigración judía a la Argentina. Su trabajo recibió múltiples reconocimientos nacionales e internacionales: el Senado de la Nación Argentina condecoró a Paul Armony en 1998 por su contribución a las relaciones argentino-israelíes, la Asociación Internacional de Sociedades de Genealogía Judía le otorgó el Premio de Excelencia en 2001 por la revista Toldot y el diario Clarín le consagró un informe especial en 2003. Paul Armony venció dos veces el cáncer y prosiguió sus actividades a pesar de su diabetes y de otros problemas de salud crónicos. En septiembre de 2008, le fue diagnosticada una leucemia aguda y, luego de una internación de varias semanas en el Hospital de Clínicas de Buenos Aires para un tratamiento de quimioterapia, sufrió una insuficiencia cardíaca y falleció al amanecer del 24 de octubre.
La Jewish Genalogical Society of Los Angeles anunciaba su fallecimiento con estas palabras "We are sad to report the passing of Paul Armony (Z'L), the founder and dynamic leader of the JGS of Argentina. He initiated and led efforts to document every Jewish burial in Argentina, Uruguay, Chile, Bolivia and Peru. He had documented 305,000 individual Jewish burials in 85 cemeteries at the time of his death, and he was seeking volunteers to continue with this task".

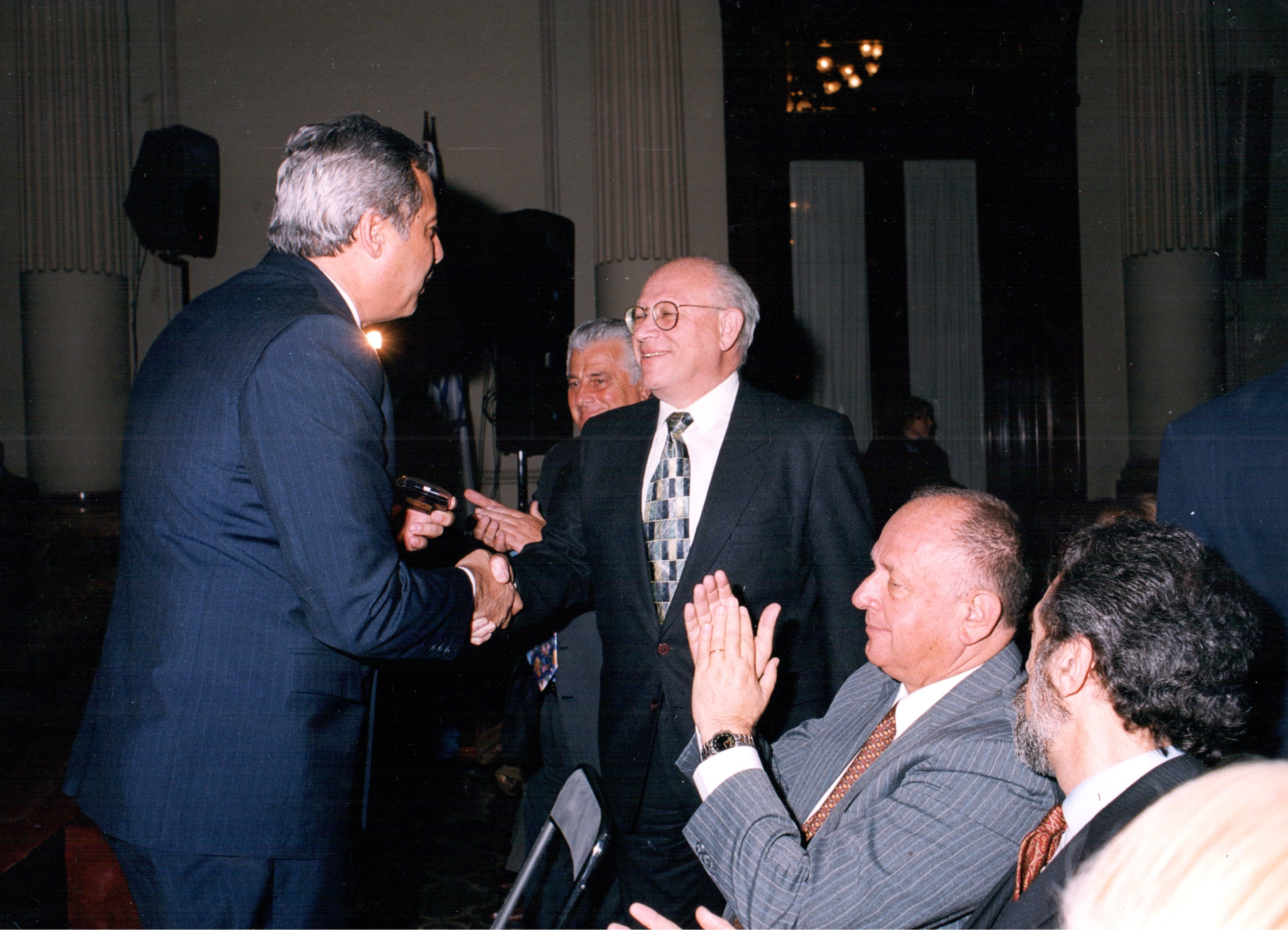
Paul Armony recibe la Medalla del Senado de la Nación Argentina en un acto con el presidente de la Kneset de Israel, Dan Tijon y otros dignatarios.

## Fundación de la Sociedad Argentina de Genealogía Judía
El 16 de julio de 1996, fue fundada la Sociedad Argentina de Genealogía Judía (SAGJ), que luego pasaría a llamarse Asociación de Genealogía Judía de Argentina (AGJA). El Acta Fundacional dice:
"En Buenos Aires, a los dieciséis días del mes de julio de 1996, los abajo firmantes, deciden constituir la Comisión Organizadora para la creación de la Sociedad Argentina de Genealogía Judía, cuyos objetivos serán:
a) Facilitar la vinculación con las raíces genealógicas e históricas de la comunidad judía argentina.
b) Coordinar con sociedades similares el intercambio de información y todo aquello que conduzca al objetivo principal.
c) Preservar y difundir toda la documentación relacionada con estos objetivos.
d) Investigar la correlación entre los hechos históricos y genealógicos.
e) Fomentar el interés por el estudio de las raíces individuales en la juventud."

## Biblioteca de Genealogía «Paul Armony» en la AMIA
El 13 de octubre de 2009, se inauguró la primera biblioteca genealógica de Sudamérica, que lleva el nombre de Paul Armony, en la sede de la Asociación Mutual Israelita Argentina.

## Publicaciones y disertaciones
- Expuso en la World Library and Information Congress: 70th IFLA General Conference and Council 22-27 August 2004,  Buenos Aires, Argentina.[11] Dentro del Capítulo Genealogy and Local History presentó Las Colonias Judías y la Investigación Genealógica en Argentina : Jewish Settlements and Genealogical Research in Argentina[12]
- Historia de Cementerios. En: “Patrimonio cultural en cementerios y rituales de la muerte” TOMO II. Buenos Aires:  Gobierno de la Ciudad de Buenos Aires, 2005. 368 p. ; 15,7x22,8 cm. ISBN 987-1037-41-4 (Temas de Patrimonio Cultural 13)[13]